# 한국농업문제연구소
한국농업문제연구소는 농업 관련 문제 연구 및 대안 모색을 목적으로 2005년 5월 22일 설립된 대한민국 농림수산식품부 소관의 사단법인이다. 사무실은 경기도 가평군 설악면 위곡리 454에 있다.

## 주요 사업
- 조사연구사업, 각종 연구결과의 출판, 농업문제 및 농촌발전을 위한 학술회의 개최
- 농업문제에 대한 인식제고 및 정보교류, 농업정책의 이해 확산
- 국내외 정부·언론기관·민간부문과의 정보교류 및 협력사업